# Zanzibararkipelagen
För andra betydelser, se Zanzibar (olika betydelser).

Zanzibararkipelagen

Zanzibararkipelagen består av flera öar som ligger utanför Östafrikas kust i Indiska oceanen. Det finns två huvudöar, samt ett antal mindre öar som omger dem.

## Lista över öar i Zanzibararkipelagen

### Huvudöar
- Unguja, den största, i vardagsspråk kallad Zanzibar.
- Pemba, den näst största

### Öar som omger Unguja
- Bawe
- Changuu (Prison)
- Chapwani (Grave)
- Chumbe
- Daloni
- Kwale
- Miwi
- Mnemba
- Misali
- Murogo
- Mwana-wa-Mwana
- Niamembe
- Nyange
- Pange
- Popo
- Pungume
- Sume
- Tele
- Tumbatu
- Ukanga
- Ukombe
- Uzi
- Vundwe

### Öar som omger Pemba
- Fundo
- Funzi
- Jombe
- Kojani
- Kokota
- Kwata
- Makoongwe
- Matumbi Makubwa
- Matumbini
- Misali
- Mtangani (Kuji)
- Njao
- Panza
- Shamiani (Kiweni)
- Uvinje